# Позывной сигнал
Позывно́й сигна́л (позывной сигнал опознавания, ПСО и, чаще всего, просто «позывной»), в радиосвязи — идентификатор, обозначающий радиостанцию. 
Обычно Позывно́й сигна́л это набор букв, цифр, осмысленное слово или музыкальная фраза, передаваемые в начале сеанса связи, необходимые для опознавания радиостанции принимающей стороной. ПСО присваивается радиостанции администрацией связи данного государства (в Российской Федерации — России — Радиочастотной службой, представленной Радиочастотными центрами федеральных округов и Главным радиочастотным центром).

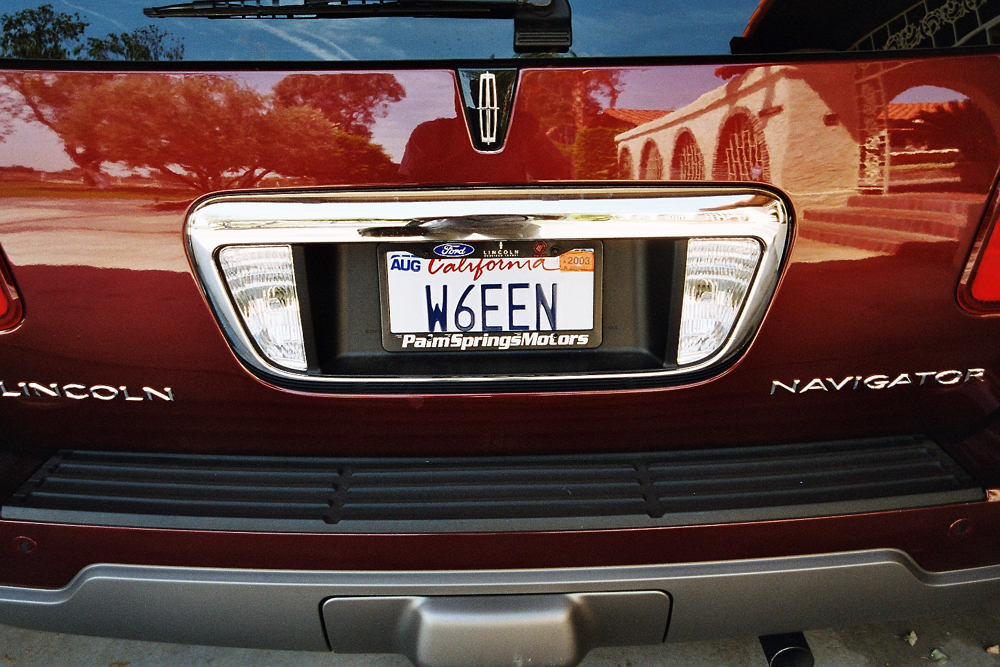
Радиолюбительский позывной, используемый в качестве номерного знака автомобиля. Калифорния

Позывные являются прозвищами (кличками) для радиостанций, а у радиолюбителей — конкретных участников радиосвязи. В ходе вооруженного конфликта на востоке Украины бойцы с обеих сторон, представляясь журналистам, часто вместо своего личного имени используют радиопозывной, из-за чего произошло смешение понятий «прозвище» (кличка) и «позывной».

## Коммерческие радиостанции
Коммерческие радиостанции в качестве позывных обычно используют джинглы, периодически передаваемые в эфир, чаще всего содержащие легко узнаваемую музыкальную тему с указанием зарегистрированного имени средства массовой информации и, при необходимости, номиналов рабочих радиочастот.

## Радиолюбительские позывные

Радиолюбительские районы России, номера которых входят в префикс позывного сигнала

В любительской радиосвязи позывной состоит из комбинации букв латинского алфавита и цифр, как правило, общей длиной от трех до шести символов. Его префикс однозначно указывают на страну (территорию мира) в соответствии с таблицей распределения префиксов. Он позволяет определить, в какой стране, а иногда и в какой её части, расположена радиостанция. Суффикс позывного обеспечивает его уникальность, однако может нести и дополнительную информацию (местонахождение внутри страны, категория любительской радиостанции). Позывной любительской радиостанции всегда уникален. Существуют базы данных позывных и справочники, содержащие дополнительную информацию о его владельце. Оператор любительской радиостанции обязан передавать свой позывной в начале радиосвязи и, при длительных сеансах, как минимум раз в 10 минут его повторять. При этом, для повышения разборчивости, используется фонетический алфавит.
При работе радиолюбителя внутри другой страны на временной основе к его позывному прибавляется через дробь префикс той страны, откуда он работает, например радиолюбитель с позывным OG2K (Финляндия) с территории России работал под позывным RA/OG2K. В случае, если российский радиолюбитель работает не из своего «домашнего» региона, но на территории России, хорошим тоном после своего позывного добавлять номер того региона, откуда осуществляется вещание, например: R2BIU/6.
По желанию к позывному могут добавляться дополнительные суффиксы, поясняющие в каких условиях идёт передача: /QRP и /QRPP уведомляют, что передатчик работает на малой (< 5 Вт) или очень малой (< 1 Вт) мощности, /P что работает от автономного источника питания, /M с автомобиля или речного судна, /MM — морское судно, /AM — с воздушного судна., /N — новичок-стажёр под контролем оператора, /B — станция работает в режиме радиомаяка.